# Día de la Victoria (Azerbaiyán)

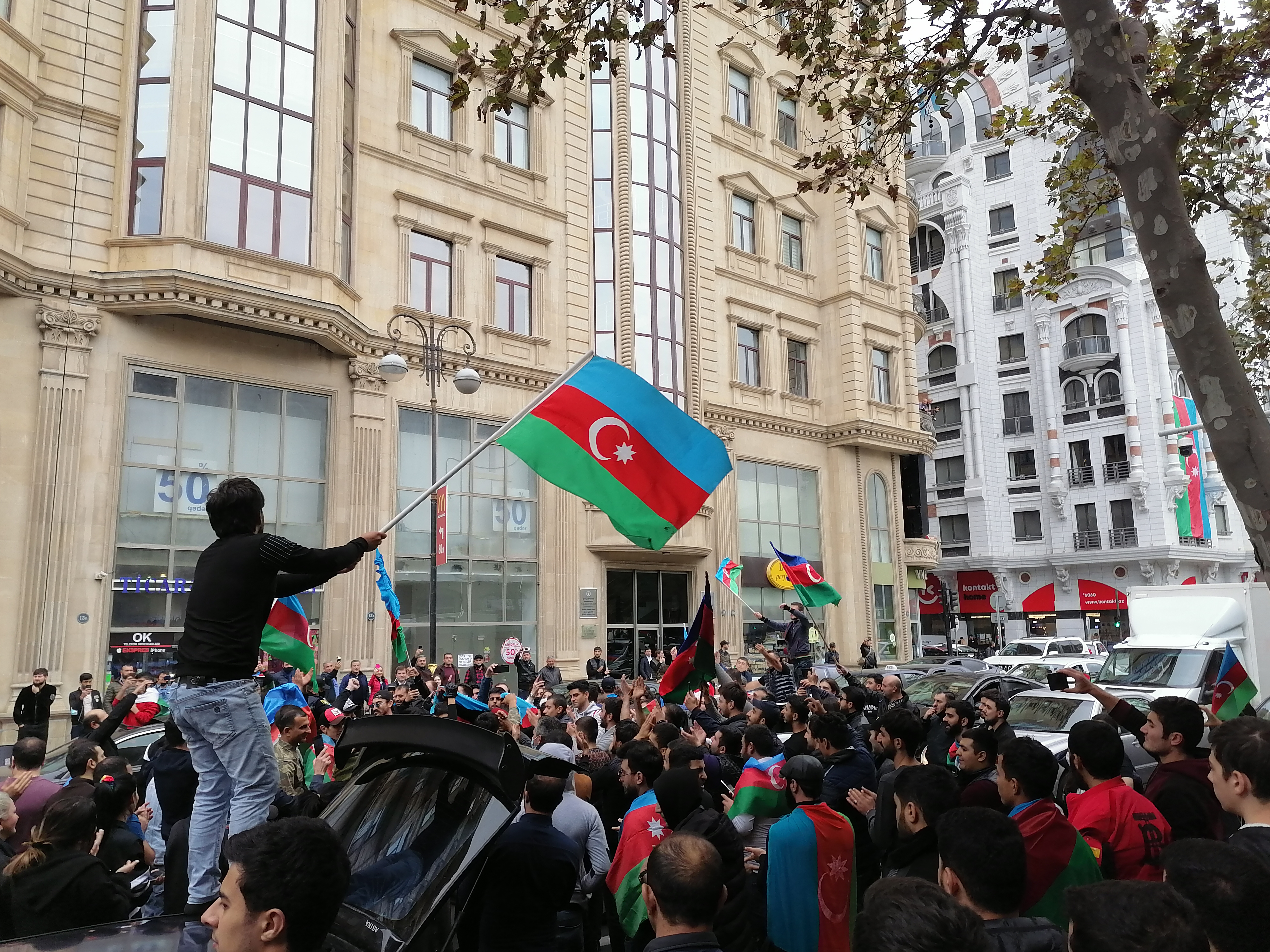
8 de noviembre de 2020

El Día de la Victoria es un día celebrado en la República de Azerbaiyán en honor a la victoria en la Segunda Guerra de Karabaj . Se observa de acuerdo con el decreto "Sobre el establecimiento del Día de la Victoria en la República de Azerbaiyán" firmado por el presidente Ilham Aliyev el 3 de diciembre de 2020.

## Historia
Por la mañana del 27 de septiembre del 2020 comienzan escaramuzas entre el ejército de Azerbaiyán y el ejército de Armenia con armas de gran calibre, morteros e instalaciones de artillería bombardeos intensivos, como resultado de la actividad de combate del ejército armenio para prevenir la población civil y para garantizar la seguridad El mando del ejército azerbaiyano ha decidido lanzar una rápida contraofensiva en todo el frente. Como resultado de los enfrentamientos, se declaró la ley marcial y la movilización general en Armenia, y la ley marcial y el toque de queda en Azerbaiyán, y el 28 de septiembre se declaró la movilización parcial. Los enfrentamientos se intensificaron rápidamente y se decretó la Segunda Guerra de Karabaj .

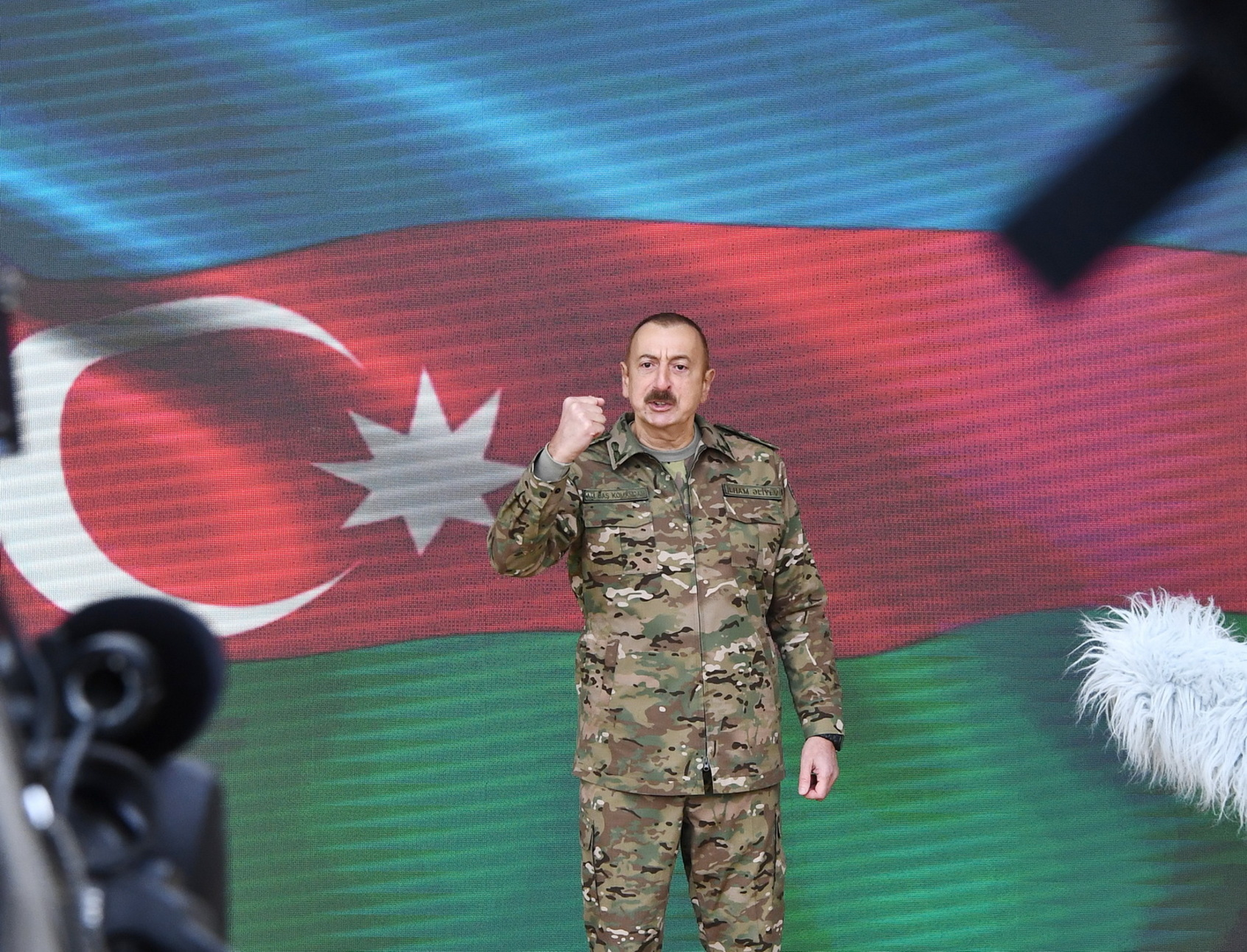
Declaración de la liberación de Shusha

Durante la guerra de 44 días con la República de Armenia, el 4 de octubre, Jabrayil, el 17 de octubre, Fuzuli, el 20 de octubre, Zangilan, el 25 de octubre, Gubadli y 8 el noviembre, la ciudad de Shusha fue liberada de la ocupación. Según el acuerdo firmado en Moscú, se decreta un alto el fuego completo y operaciones militares en la zona de conflicto de Nagorno-Karabaj a partir de la 01:00 hora de Bakú del 10 de noviembre, la retirada de las fuerzas armenias de los territorios azerbaiyanos controlados por Armenia alrededor de Nagorno-Karabaj antes del 1 de diciembre y la conexión entre República Autónoma de Nakhchivan y las regiones occidentales de Azerbaiyán por parte de un corredor protegido por fuerzas de paz rusas. Se anunció la construcción de nuevas comunicaciones de transporte que conectarán los dos países.
El 20 de noviembre de 2020, Aghdam, el 25 de noviembre, Kalbajar, el 1 de diciembre, los distritos de Lachin fueron liberados.

## Establecimiento del Día de la Victoria
El primer decreto presidencial sobre el establecimiento del Día de la Victoria en Azerbaiyán se emitió el 2 de diciembre. Según esta orden, el Día de la Victoria debía celebrarse el 10 de noviembre de cada año. Sin embargo, teniendo en cuenta que el 10 de diciembre es el día del recuerdo de Mustafa Kemal Ataturk en Turquía, el 10 de noviembre, el presidente de la República de Azerbaiyán, Ilham Aliyev, decidió cambiar la fecha del Día de la Victoria. Dada la importancia histórica de la ciudad de Shusha y su liberación de la ocupación, se decidió celebrar el Día de la Victoria el 8 de noviembre de cada año.

### Decreto presidencial
La determinación y la voluntad del pueblo azerbaiyano, su fuerza económica, la construcción de un ejército moderno y la unidad del pueblo y el poder fueron factores importantes para asegurar la victoria de nuestro país en la Segunda Guerra de Karabaj. Debido a la victoria en esta guerra, el presidente Ilham Aliyev firmó un decreto sobre el establecimiento de un feriado especial para celebrar esta victoria.
La orden dice: "Guiado por el párrafo 32 del artículo 109 de la Constitución de la República de Azerbaiyán, decido perpetuar esta victoria sin precedentes, que se ha convertido en una celebración de la fuerza de nuestro pueblo y el orgullo nacional, y es de excepcional importancia para el prestigio y desarrollo futuro de nuestro estado. "
1. Cada año, el 8 de noviembre se celebra solemnemente como el Día de la Victoria en la República de Azerbaiyán.
2. El Gabinete de Ministros de la República de Azerbaiyán resolverá las cuestiones que surjan de esta Orden ".

## Celebración
El 8 de noviembre del 2021 se cumple primer año del Día de la Victoria. Fueron celebrados las marchas en Bakú y Shusha. Las celebraciones también tenían lugar en Turquía, Moldova, Ucranía, Pakístan, Reino Unido.